# Trångsunds station
Trångsund är en station på Stockholms pendeltågsnät, belägen i kommundelen Trångsund inom Huddinge kommun på Nynäsbanan 18,1 km från Stockholm C. Stationen har en mittplattform med en biljetthall. Trångsund har cirka 2 200 påstigande per dygn (2015).

## Historik
En hållplats öppnades här av Stockholm-Nynäs Järnväg år 1901. Efter SL:s övertagande av lokaltrafiken inom länet och inrättandet av pendeltågstrafik på banan utplacerades 1973 en enkel spärrkur på plattformen. En modernare stationsanläggning byggdes 1986. Den fick dock rivas redan efter några år då utbyggnad av dubbelspår påbörjades. Den nuvarande anläggningen togs i bruk i augusti 1995.

## Bilder

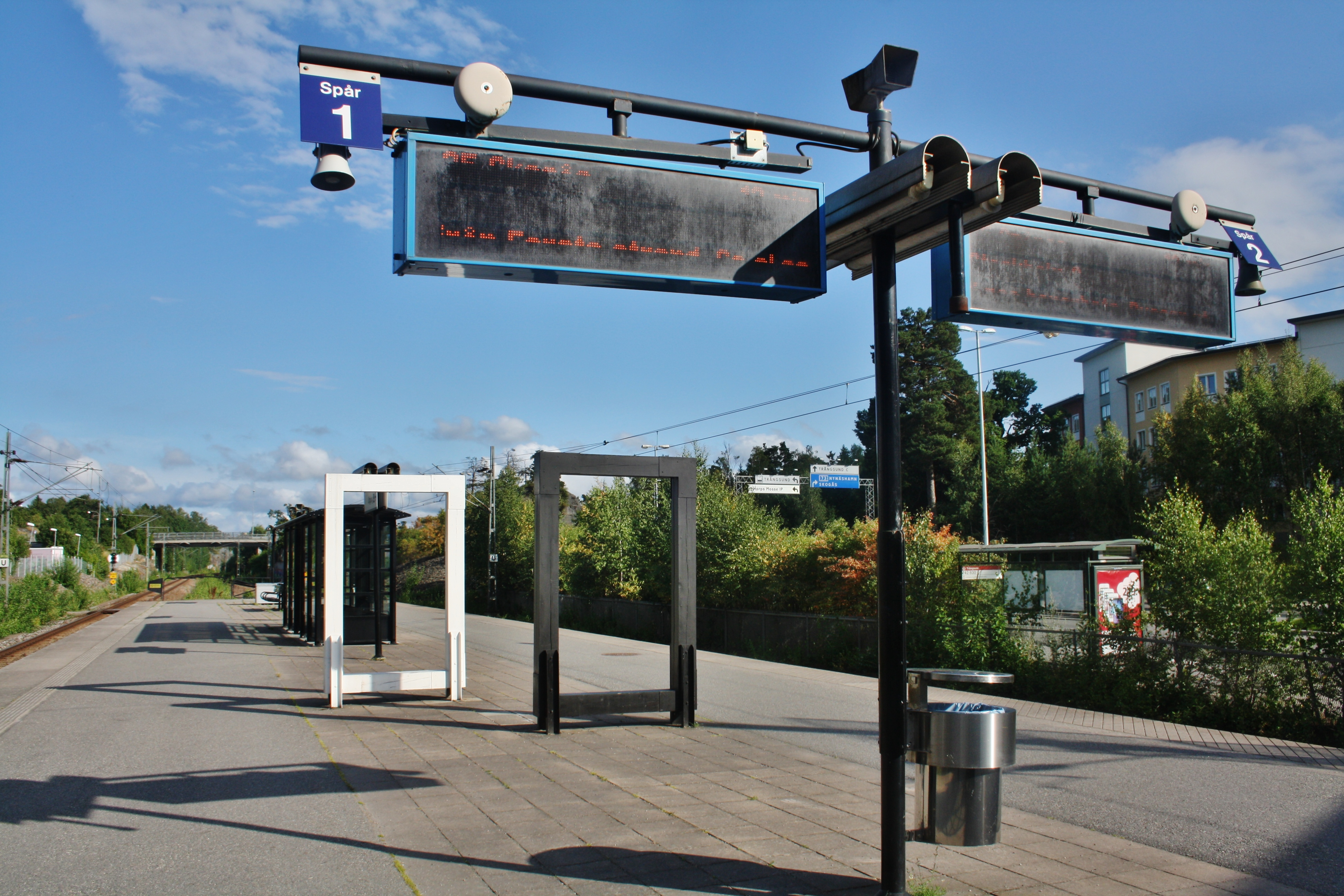
Perrongen
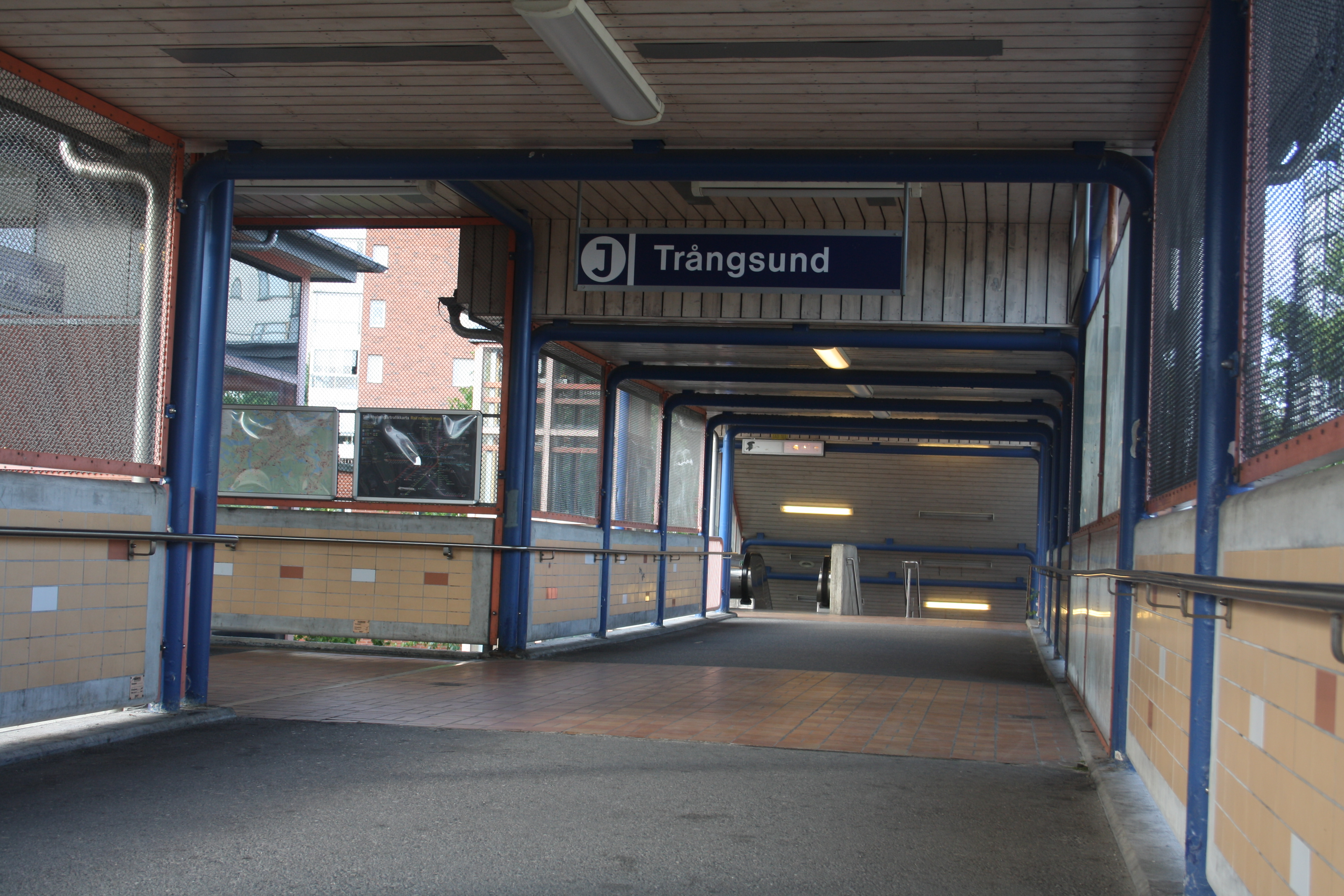
Gångtunnel till pendeltåget
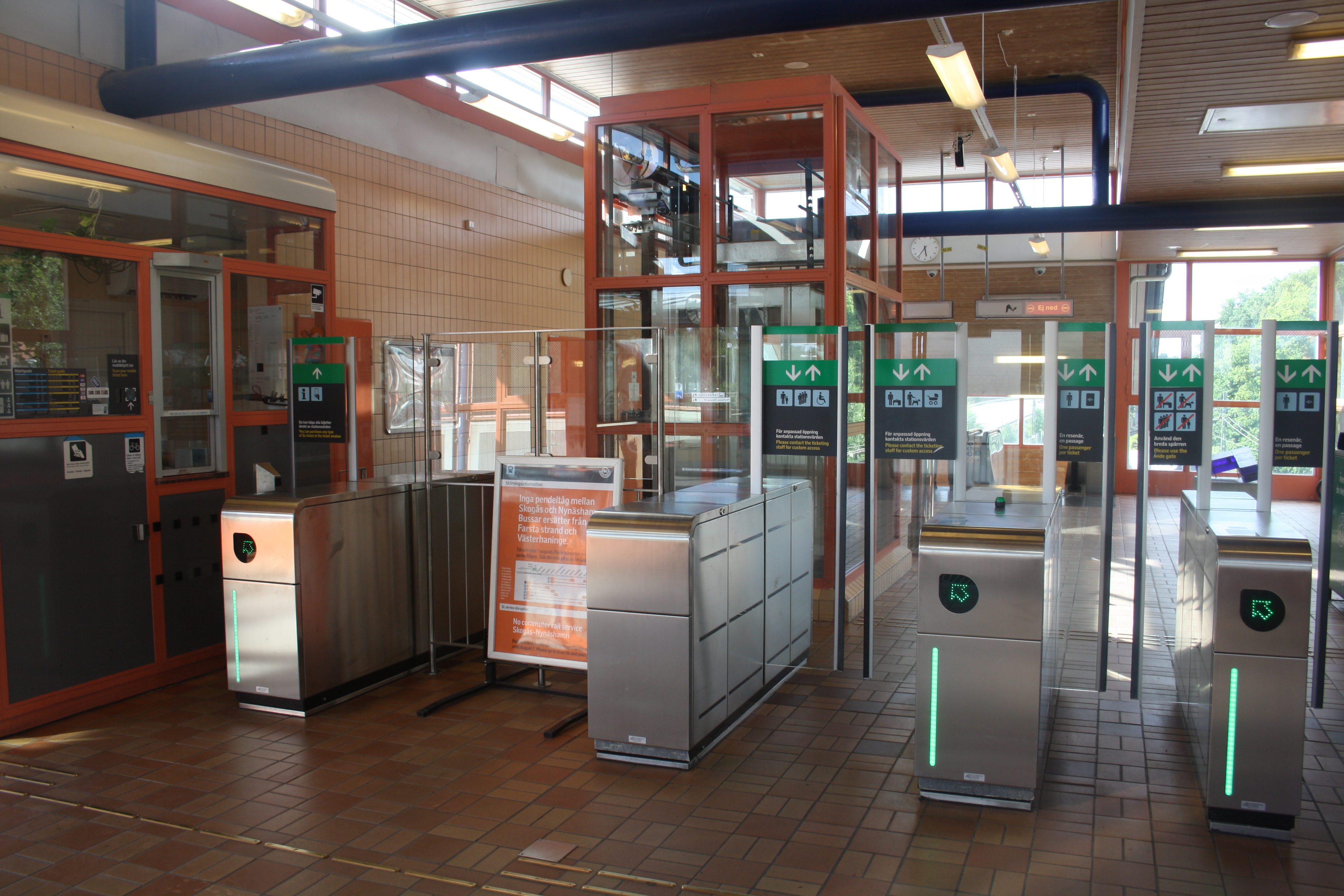
Spärren
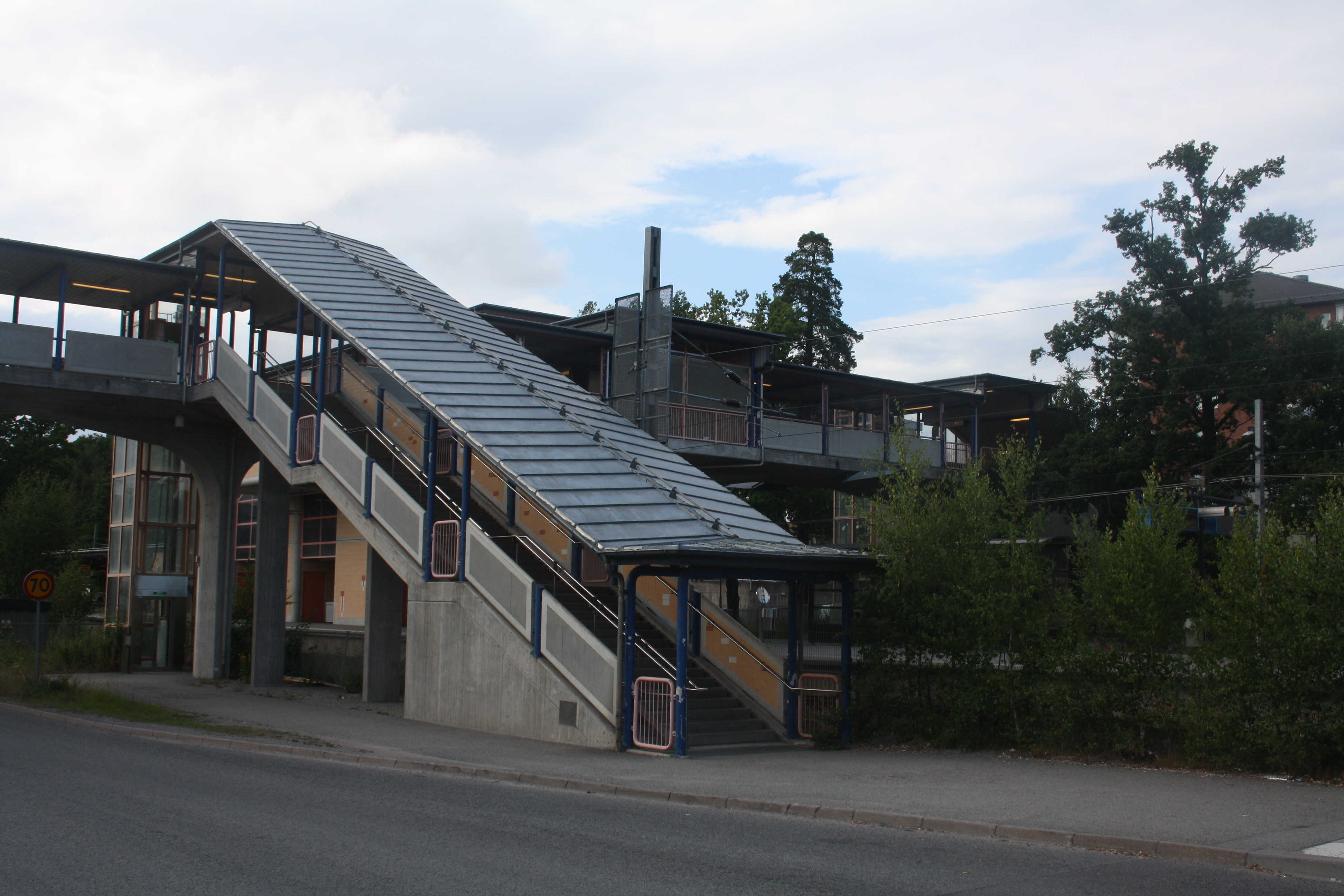
Ingång till stationen
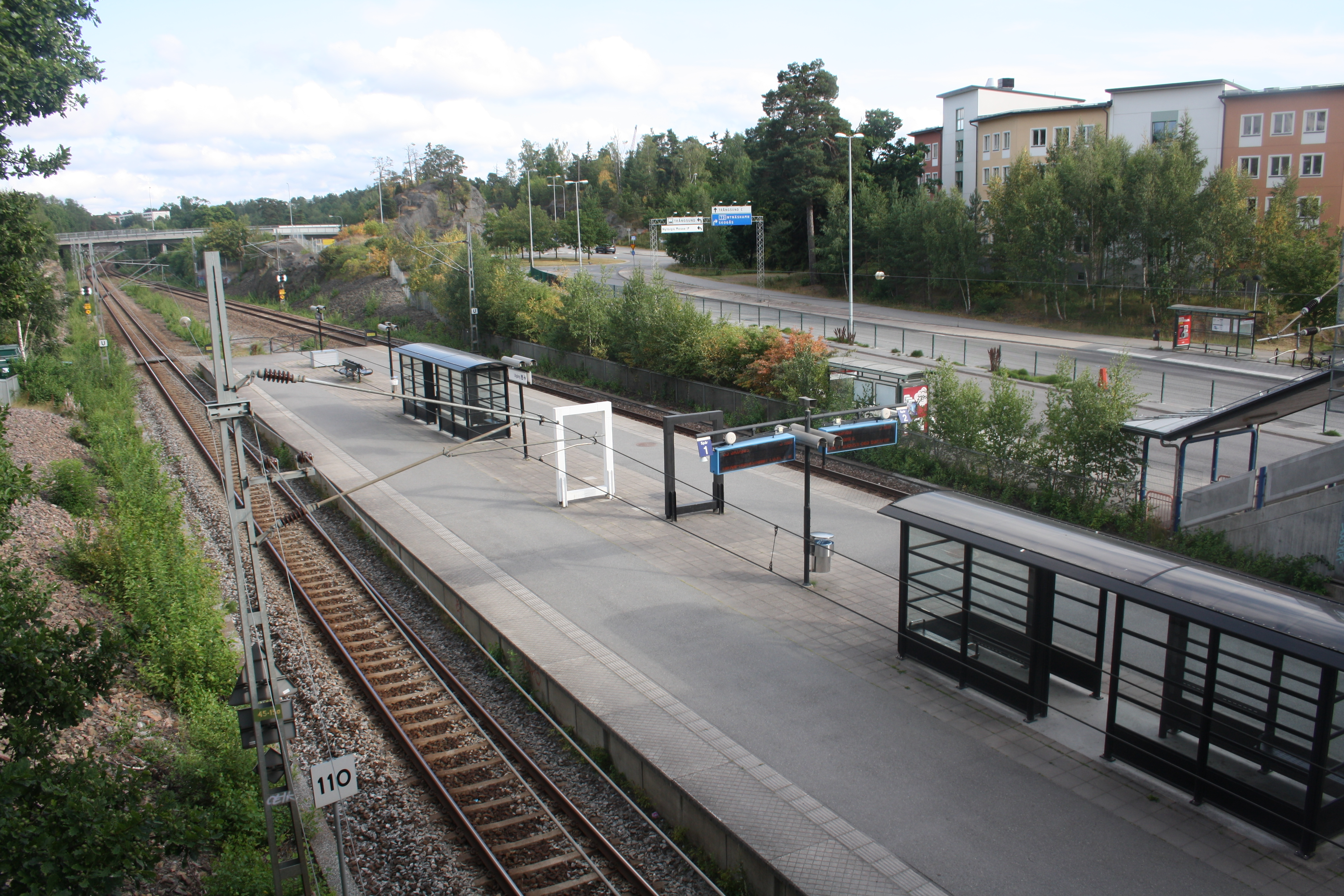
Perrongen från luften